# Карр, Кайл
Кристофер Кайл Карр (англ. Christopher Kyle Carr; род. 15 сентября 1986 года в Холланд Тауншип, округ Хантердон, штат Нью-Джерси)  — американский шорт-трекист. Бронзовый призёр чемпионата мира. Окончил Университет Северного Мичигана на кафедре спортивной науки.

## Биография
Кайл Карр родился в семье матери Лизы (урожденной Годаун, ныне Сервантес) и отца Криса. Мать была национальной фигуристкой, а его дед, Джордж Карр, работал на катке Frenchtown Roller Rink в течение 30 лет, где Кайл провёл большую часть своей ранней карьеры на роликовых коньках. Он начал кататься на коньках в возрасте одного года, и в возрасте 3-х лет провёл свои первые соревнования по катанию на роликовых коньках, а в возрасте 7-ми лет сказал своей матери, что собирается участвовать в Олимпийских играх.
Семья переехала в Ридинг, когда ему было 11 лет. В 13 лет он сломал запястье во время катания на роликовых коньках и тренер Шон Уолб познакомил его с шорт-треком. Кайл перешел от катания на роликовых коньках к конькобежному спорту в 2001 году, во время первого года обучения в средней школе в Аллентауне, штат Пенсильвания. В феврале 2004 года он участвовал в национальном чемпионате США в Кливленде и в забеге на 3000 м выиграл 1-е место с национальным рекордом. 
Кайл бросил среднюю школу губернатора Миффлина в Рединге после первого года обучения и в 2004 году переехал в Маркетт, чтобы продолжить обучение в Олимпийском образовательном центре.
В январе 2005 года он дебютировал на юниорском чемпионате мира в Белграде, и занял 23-е место в общем зачёте многоборья. Осенью 2005 года на Кубке мира в Словакии выиграл с командой золотую медаль в эстафете. В том же году он сломал лодыжку после падения на льду. Травма потребовала двух операций, в том числе введения штифта и винта в кость лодыжки. Карр не попал на Олимпиаду 2006 года.
Он вернулся к тренировкам восемь месяцев спустя, и в 2007 году участвовал в зимней Универсиаде в Турине. Ему потребовалось почти четыре года, чтобы полностью оправиться от травмы. Он рассматривал возможность ухода из спорта в конце сезона 2009/10 годов, однако был приглашен тренироваться в Национальной гоночной программе США в Солт-Лейк-Сити. В марте 2010 года Кайл участвовал на чемпионате мира в Софии.
Через год на чемпионате мира в Шеффилде вместе с партнёрами выиграл бронзовую медаль в эстафете, в том же месяце на командном чемпионате мира в Варшаве занял 5-е место. На Кубке мира в Монреале занял 3-е место в эстафете, а в Квебеке и Чанчуне выиграл серебряные медали также в эстафетах. В 2012 году он занял 3-е место в мужской гонке на время на национальном чемпионате и выиграл шесть медалей Кубка мира в эстафетах.
В январе 2014 года Карр занял 4-е место в общем зачёте и квалифицировался для участия в эстафете на Олимпийские игры в Сочи. В феврале на зимних Олимпийских играх в Сочи Карр готовился к финалу эстафеты, но в последний момент тренер заменил его на Джордана Мэлоуна. В марте на чемпионате мира в Монреале с командой занял 6-е место в эстафете, после чего завершил карьеру спортсмена.

## Личная жизнь
Кайл Карр увлекается баскетболом, чтением и ездой на велосипеде. 19 сентября 2014 года он и его подруга Шивон О'Рурк сыграли свадьбу. На свадьбе также присутствовала его младшая сестра Бетани Кэмп. В межсезонье Карр работает в сфере коммерческой недвижимости. Он был волонтером в операции "Рождественский ребенок" и участвовал в сборе средств Национального общества рассеянного склероза.